# P2RY1
P2Y purinoceptor 1 je protein koji kod je kod ljudi kodiran P2RY1 genom.
Produkt ovog gena, P2Y1 pripada P2Y familiji GPCR receptora. Ta familija ima nekoliko receptorskih podtipova sa različitom farmakološkom selektivnošću. Ovaj receptor funkcioniše kao receptor za ekstracelularni ATP i ADP. U trombocitima ADP vezivanje dovodi do mobilizacije intracelularnih jona kalcijuma putem aktivacije fosfolipaze C, promene oblika trombocita, i verovatno doprinosi njihovoj agregaciji.

## Literatura
1. ↑  Ayyanathan K, Webbs TE, Sandhu AK, Athwal RS, Barnard EA, Kunapuli SP (1996). „Cloning and chromosomal localization of the human P2Y1 purinoceptor”. Biochem Biophys Res Commun. 218 (3): 783—8. PMID 8579591. doi:10.1006/bbrc.1996.0139.
2. ↑  „Entrez Gene: P2RY1 purinergic receptor P2Y, G-protein coupled, 1”.

## Dodatna literatura
- Janssens R; Communi D; Pirotton S;  . (1996). „Cloning and tissue distribution of the human P2Y1 receptor.”. Biochem. Biophys. Res. Commun. 221 (3): 588—93. PMID 8630005. doi:10.1006/bbrc.1996.0640.
- Léon C, Vial C, Cazenave JP, Gachet C (1996). „Cloning and sequencing of a human cDNA encoding endothelial P2Y1 purinoceptor.”. Gene. 171 (2): 295—7. PMID 8666290. doi:10.1016/0378-1119(96)00027-3.
- Léon C; Hechler B; Vial C;  . (1997). „The P2Y1 receptor is an ADP receptor antagonized by ATP and expressed in platelets and megakaryoblastic cells.”. FEBS Lett. 403 (1): 26—30. PMID 9038354. doi:10.1016/S0014-5793(97)00022-7.
- Ayyanathan K, Naylor SL, Kunapuli SP (1997). „Structural characterization and fine chromosomal mapping of the human P2Y1 purinergic receptor gene (P2RY1).”. Somat. Cell Mol. Genet. 22 (5): 419—24. PMID 9039850. doi:10.1007/BF02369897.
- Maier R, Glatz A, Mosbacher J, Bilbe G (1997). „Cloning of P2Y6 cDNAs and identification of a pseudogene: comparison of P2Y receptor subtype expression in bone and brain tissues.”. Biochem. Biophys. Res. Commun. 237 (2): 297—302. PMID 9268704. doi:10.1006/bbrc.1997.7135.
- Jin J, Daniel JL, Kunapuli SP (1998). „Molecular basis for ADP-induced platelet activation. II. The P2Y1 receptor mediates ADP-induced intracellular calcium mobilization and shape change in platelets.”. J. Biol. Chem. 273 (4): 2030—4. PMID 9442040. doi:10.1074/jbc.273.4.2030.
- Hall RA; Ostedgaard LS; Premont RT;  . (1998). „A C-terminal motif found in the beta2-adrenergic receptor, P2Y1 receptor and cystic fibrosis transmembrane conductance regulator determines binding to the Na+/H+ exchanger regulatory factor family of PDZ proteins.”. Proc. Natl. Acad. Sci. U.S.A. 95 (15): 8496—501. PMC 21104 . PMID 9671706. doi:10.1073/pnas.95.15.8496.
- Sabala P; Czajkowski R; Przybyłek K;  . (2001). „Two subtypes of G protein-coupled nucleotide receptors, P2Y(1) and P2Y(2) are involved in calcium signalling in glioma C6 cells.”. Br. J. Pharmacol. 132 (2): 393—402. PMC 1572584 . PMID 11159687. doi:10.1038/sj.bjp.0703843.
- Yoshioka K, Saitoh O, Nakata H (2001). „Heteromeric association creates a P2Y-like adenosine receptor.”. Proc. Natl. Acad. Sci. U.S.A. 98 (13): 7617—22. PMC 34717 . PMID 11390975. doi:10.1073/pnas.121587098.
- James G, Butt AM (2001). „Changes in P2Y and P2X purinoceptors in reactive glia following axonal degeneration in the rat optic nerve.”. Neurosci. Lett. 312 (1): 33—6. PMID 11578839. doi:10.1016/S0304-3940(01)02189-9.
- Moore DJ; Chambers JK; Wahlin JP;  . (2001). „Expression pattern of human P2Y receptor subtypes: a quantitative reverse transcription-polymerase chain reaction study.”. Biochim. Biophys. Acta. 1521 (1-3): 107—19. PMID 11690642.
- Czajkowski R, Lei L, Sabała P, Barańska J (2002). „ADP-evoked phospholipase C stimulation and adenylyl cyclase inhibition in glioma C6 cells occur through two distinct nucleotide receptors, P2Y(1) and P2Y(12).”. FEBS Lett. 513 (2-3): 179—83. PMID 11904146. doi:10.1016/S0014-5793(02)02255-X.
- Aktas B, Hönig-Liedl P, Walter U, Geiger J (2002). „Inhibition of platelet P2Y12 and alpha2A receptor signaling by cGMP-dependent protein kinase.”. Biochem. Pharmacol. 64 (3): 433—9. PMID 12147294. doi:10.1016/S0006-2952(02)01113-9.
- Nurden P; Poujol C; Winckler J;  . (2003). „Immunolocalization of P2Y1 and TPalpha receptors in platelets showed a major pool associated with the membranes of alpha -granules and the open canalicular system.”. Blood. 101 (4): 1400—8. PMID 12393588. doi:10.1182/blood-2002-02-0642.
- Strausberg RL; Feingold EA; Grouse LH;  . (2003). „Generation and initial analysis of more than 15,000 full-length human and mouse cDNA sequences.”. Proc. Natl. Acad. Sci. U.S.A. 99 (26): 16899—903. PMC 139241 . PMID 12477932. doi:10.1073/pnas.242603899.
- Burrell HE, Bowler WB, Gallagher JA, Sharpe GR (2003). „Human keratinocytes express multiple P2Y-receptors: evidence for functional P2Y1, P2Y2, and P2Y4 receptors.”. J. Invest. Dermatol. 120 (3): 440—7. PMID 12603858. doi:10.1046/j.1523-1747.2003.12050.x.
- Jagroop IA, Burnstock G, Mikhailidis DP (2003). „Both the ADP receptors P2Y1 and P2Y12, play a role in controlling shape change in human platelets.”. Platelets. 14 (1): 15—20. PMID 12623443. doi:10.1080/0953710021000062914.
- Greig AV; Linge C; Terenghi G;  . (2003). „Purinergic receptors are part of a functional signaling system for proliferation and differentiation of human epidermal keratinocytes.”. J. Invest. Dermatol. 120 (6): 1007—15. PMID 12787128. doi:10.1046/j.1523-1747.2003.12261.x.
- Wang L; Ostberg O; Wihlborg AK;  . (2003). „Quantification of ADP and ATP receptor expression in human platelets.”. J. Thromb. Haemost. 1 (2): 330—6. PMID 12871508. doi:10.1046/j.1538-7836.2003.00070.x.
- „P2Y Receptors: P2Y1”. IUPHAR Database of Receptors and Ion Channels. International Union of Basic and Clinical Pharmacology. Архивирано из оригинала 03. 03. 2016. г.